# Isidro Corbinos Pantoque
Isidre Corbinos Pantoque (Saragossa, 15 de maig de 1894 - Santiago de Xile, 30 de gener de 1966) fou un futbolista aragonès de la dècada de 1910 i periodista esportiu.

## Trajectòria
Establert a Catalunya, de jove jugà breument al futbol. La temporada 1914-15 disputà dos partits i marcà un gol amb el FC Barcelona. Posteriorment jugà al Catalònia de Manresa.
Inicià la seva carrera periodística a la redacció del petit diari català Tribuna. Treballà a nombrosos diaris com El Mundo Deportivo o La Vanguardia, on fou cap de redacció. El 1923 dirigí La Jornada Deportiva.
El 1939 s'exilià a Xile a bord del vaixell Winnipeg. Al país americà continuà la seva tasca, essent professor de Periodisme a la Universidad de Chile.
És autor del llibre Boxeo (1915).